# خليفة بن عدي
خليفة بن عدي بن عمرو بن مالك الخزرجي الأنصاري صحابي جليل من قبيلة الخزرج من الأنصار شهد مع النبي محمد ﷺ غزوة بدر وغزوة أحد.